# Freddy Quinn
Freddy Quinn, de nacimiento, Franz Eugen Helmut Manfred Niedl-Petz (Viena, Austria; 27 de septiembre de 1931) es un cantante y actor austriaco cuya popularidad dentro del mundo germanoparlante aumentó al final de la década de 1950 y en la de 1960. Similar a Hans Albers (dos generaciones antes), Quinn adoptó la persona del viajero sin raíces que va al mar pero anhela un hogar, una familia y amigos. El nombre irlandés de Quinn viene de su padre, un vendedor nacido en Irlanda. Su madre era una periodista austriaca. Es muchas veces asociado con el género Schlager.

Heimatlos sind viele auf der Welt,

heimatlos und einsam wie ich.

Überall verdiene ich mein Geld,

doch es wartet keiner auf mich.

Keine Freunde, keine Liebe,

keiner denkt an mich das ganze Jahr.

Keine Freunde, keine Liebe,

wie es früher, früher einmal war.

Sin hogar son muchos en el mundo,

sin hogar y solitarios como yo.

En todas partes gano mi dinero,

pero nadie me espera.

Sin amigos, sin amor,

nadie piensa en mí todo el año.

Sin amigos, sin amor,

como era antes, antes, una vez.
de "Heimatlos" (1957)

## Vida y carrera
Freddy Quinn nació en Baja Austria y creció en Viena. Como niño vivió en los Estados Unidos con su padre, pero regresó a vivir con su madre en Europa. Sin embargo, habiendo dejado la «Austria» sin costa por Alemania, fue «descubierto» en St. Pauli, Hamburgo, y le fue ofrecido su primer contrato de grabación en 1954. Representó a Alemania en el Festival de la Canción de Eurovisión 1956 en Lugano, Suiza con la atípica canción «So geht das jede Nacht», acerca de una novia infiel que sale con muchos hombres. Sus otras canciones hablan acerca de la infinidad del mar y la vida solitaria en tierras lejanas. Su primer éxito fue «Heimweh» (en español: «Nostalgia»; 1956), también conocida como «Brennend heißer Wüstensand», «Dort wo die Blumen blüh'n» y «Schön war die Zeit», la cual es una versión alemana de «Memories Are Made of This» de Dean Martin. Otros éxitos, algunos grabados solamente como «Freddy», siguieron: «Die Gitarre und das Meer» (1959), «Unter fremden Sternen» (1959), «Irgendwann gibt's ein Wiedersehn» (1960), «La Paloma» (1961) o «Junge, komm bald wieder» (1963). Su popularidad decayó en la década de 1970, pero Quinn siguió actuando para el público que creció con él.
Comenzando a finales de 1950, Quinn también actuó en muchas películas, interpretando de nuevo al solitario marino. Algunas películas incluyen: Freddy, die Gitarre und das Meer (1959), Freddy unter fremden Sternen (1959), Freddy und das Lied der Südsee (1962), y Heimweh nach St. Pauli (1963). Subsecuentemente, Quinn también se presentó en el escenario en personajes diversos como Prince Orlofsky en Die Fledermaus, el rey en El Rey y yo, y Lord Fancourt Babberly en Charley's Aunt.
Freddy Quinn también era un actor de circo que maravilló a las audiencias de televisión con un acto de caminata en la cuerda floja en vivo y sin red de seguridad. En otra ocasión, que también fue televisada, montó a un león dentro de una jaula de circo mientras el león se balanceaba sobre una superficie movediza.
En 2004, Quinn fue acusado de evasión de impuestos. Había declarado a Suiza como su lugar de residencia cuando, de hecho, había estado viviendo en Hamburgo, Alemania. Se declaró culpable, pagó todas sus deudas de impuestos (más de € 900,000), y eventualmente se le impuso una multa de €150,000. Actualmente, Quinn sigue viviendo en Hamburgo.